# Leis Novas
As Leis Novas (em castelhano: Leyes Nuevas) de 1542 foram criadas para prevenir a exploração dos povos indígenas pelos encomenderos durante a colonização espanhola da América. Elas foram aplicadas por Blasco Núñez Vela, o primeiro vice-rei do Peru, que rapidamente se tornou impopular entre os encomenderos e fugiu para Quito, escapando de uma grande revolta.
As leis foram resultado de um movimento de reformas impulsionado pelo que era visto como o fracasso das Leis de Burgos, que pareciam ter simplesmente legalizado o sistema de trabalho forçado indígena. Durante o reinado de Carlos V os reformistas se fortaleceram, tendo Bartolomé de las Casas como um notável advogado da causa. Sua meta era a abolição do sistema de encomiendas que forçava os índios a abandonar seus modos de vida anteriores e destruía suas culturas. Ele foi capaz de influenciar o rei, e os frutos do trabalho dos reformistas foram as Leis Novas.
As Leis Novas consistiam de diversas regulamentações a este sistema, incluindo sua proibição solene da escravização dos índios e de medidas pela abolição gradual do próprio sistema. Elas proibiam o envio de indígenas para trabalhos nas minas a menos que fossem absolutamente necessários, e exigia que eles fossem taxados de maneira justa e bem tratados. As Leis ainda ordenavam aos funcionários públicos ou membros do clero que tinham concessões de encomiendas que as retornassem imediatamente à Coroa, e afirmavam que tais concessões não seriam passados adiante hereditariamente, mas seriam canceladas com a morte de cada encomendero.
Porém a promulgação das Leis Novas causou grande inquietação na América espanhola, que levou a uma revolta no Peru, liderada por Gonzalo Pizarro. A revolta levou à queda de Blasco Núñez Vela, que havia tentado impor os decretos. Carlos V e a corte alarmaram-se com a situação, e foram convencidos de que a abolição do sistema traria a ruína econômica das colônias. Finalmente, em 20 de outubro de 1545, 30 das regras foram suprimidas, e o sistema de encomiendas foi novamente assegurado.